# موندينو دي لوتزي
موندينو دي لوتزي أو دي لوتزي، أو دي لوكسي، والمعروف أيضًا باسم موندينوس (الذي عاش من 1270 حتى 1326)، طبيبًا إيطاليًا، وعالمًا في التشريح، وأستاذًا في الجراحة، عاش وعمل في بولونيا، وغالبًا ما يُنسَب له الفضل في ترميم علم التشريح؛ بسبب إسهاماته الكبيرة في هذا المجال عبر إعادة ممارسة التشريح على الملأ للجثث البشرية، وكتابة أول نصّ تشريحي حديث. أهم آثاره كتاب «علمُ التشريح» Anothomia (سنة 1316)، وقد بقي هذا الكتاب المرجع المعتمد في هذا الحقل حتى عهد فيزيليوس (المتوفى 1564).

## حياته
وُلد نحو عام 1270 في عائلة دي لوزي الفلورنسيّة البارزة التي كان ولاؤها للغيبيلينيين، وكان والده، نرينو، وجدّه ألبيتزو صيدليّان في بولونيا، وكان عمه لويزو (أيضًا ليوزو أو لوسيو) أستاذًا في الطب.
درس موندينو في جامعة بولونيا في كلية الطب، وكلية الفلسفة، وتخرّج عام 1290، وعمل محاضرًا في الطب والجراحة في الجامعة منذ 1306 حتى 1324، وخلال دراسته كان تلميذًا لثاديوس فلورنسا (تاديو ألدروتي) الذي قدّم مساهمات كبيرة في تطوير الطب في بولونيا، وكان زميله الطالب هنري دي مونتفيل.
حظي موندينو إضافة لإنجازاته في علم التشريح، على تقدير كبير كديبلوماسي، مات موندينو في بولونيا عام 1326، ودفن في أبرشية كنيسة سان فيتالي إي أجريكولا مع عمه ليزو، الذي كان أيضًا محاضرًا في الطب، قبره هناك مصنوع من الجرانيت، ومزيّن بنقوش تصوّره جالسَا على كرسيّ كبير يلقي محاضرات أمام الطلاب.

## طرق التدريس
موندينو هو أول من أدخل الدراسة المنهجية للتشريح في المناهج الطبية، إذ كان تشريح الجثث البشرية صفة ميّزت المدرسة الإسكندرية، لكنّها انحدرت بعد عام 200 للميلاد؛ بسبب التحريم القانوني والديني لها، ولكن بعد رفع هذا الحظر استطاع موندينو إجراء أوّل عملية تشريح في بولونيا، وكانت في يناير 1315 بحضور طلاب طب، ومشاهدين آخرين، وكان هناك موافقة رسمية على هذه الإجراءات من قبل الفاتيكان، ولولا ذلك لعومل الموضوع وكأنّه جريمة قتل أنثى، واعتاد أستاذ التشريح الجلوس على كرسي كبير مزخرف، ومرتفع فوق مستوى طاولة التشريح، والقراءة من النص التشريحي، وتقديم التعليقات، بينما يشرّح شخص آخر (جرّاح أو معيد) الجثة، إضافة لوجود مشرف يشير إلى الأجزاء المعينة من الجسم التي كانت تُشرّح.
لقد كانت أساليب تدريس موندينو فريدة من نوعها، لأنه غالبًا ما كان يجري التشريح بنفسه ويدرس الجثة بعناية، ويتكلّم عن هذه التجربة الشخصية في نصّه وأثناء تدريسه.

## نظريته في التشريح

كتاب «علمُ التشريح» (1541)

توجّهت ممارساته التشريحية من خلال التزامه بتقسيم ثلاثيّ للجسم البشري، فقد كانت نظريته أن الجسم يتكون من ثلاثة أجزاء، أو حاويات مختلفة، هي الجمجمة والبطين العلوي الذي يحيط بأعضاء الحيوانات، والصدر أو البطين المتوسط والذي يحتوي على الأعضاء الروحية كالقلب والرئتين، وأخيرًا البطن أو البطين السفلي، الذي يحتوي على أعضاء طبيعية، بما في ذلك الكبد، والأعضاء الحشوية الأخرى، واستخدم موندينو الاختلافات بين الأعضاء الحيوانية والروحية والطبيعية لتصنيف جوانب معينة من النشاط الفيزيولوجي، وأكّد أن أجزاء معينة من الجسم تتفوّق بطبيعتها على غيرها، وتبعًا لهذا الترتيب الهرمي، يجب تشريح البطن أوّلًا لأن أعضاءهُ هي الأكثر إرباكًا، والأقلّ نبلًا، يليه الصدر، وفي النهاية الرأس الذي يحتوي على هياكل تشريحية ذات مرتبة أعلى، وتنظيم أفضل. إضافة لذلك كان برأي موندينو أنه يجب ممارسة طرق تشريحية خاصة على الهياكل البسيطة (كالعظام، والعضلات، والأعصاب، والأوردة، والشرايين) بالمقارنة مع الأجزاء المركّبة الأكثر تعقيدًا (كالعين، والأذن، والكبد، والطحال)، واقترح أنه لدراسة عضلات الأطراف يجب أن تكون الجثة مُجفّفة بالشمس، بدلًا من استخدام جثة عادية سريعة التحلّل، والتي تسبب تعبًا أكثر عند تشريحها.

## إسهاماته في علم التشريح
يُعتبر كتاب موندينو الرئيسي أناتوميا كوربورايس هيومن الذي كُتب في عام 1316 أوّل مثال لدليل تشريحي حديث، وأول نص تشريحي حقيقي، وطُبعت الطبعة الأولى من العمل في بادو في عام 1478، وكان هناك أكثر من 40 نسخة في المجموعة، وبحلول القرن الرابع عشر كانت تشير «ممارسة التشريح» إلى تشريح جثة اعتمادًا على قواعد معينة، واعتُمد الأناتوميا بأنه الكتيّب الموجّه لهذه العملية، وبقي الأناتوميا النص التشريحي الأكثر استخدامًا على مدى 250 عامًا (حتى القرن السادس عشر) لأنه قدّم بوضوح ودقّة المؤشرات التقنية الهامة للتشريح، بما فيها الخطوات، والأسباب وراء تنظيم هذه الإجراءات، وركّز موندينو بشكل خاصّ (على عكس ما سبقه) على الصّفات التشريحية بدلًا من أن يدور شرحه الأساسي حول الأمراض، والجراحة بشكل عام.

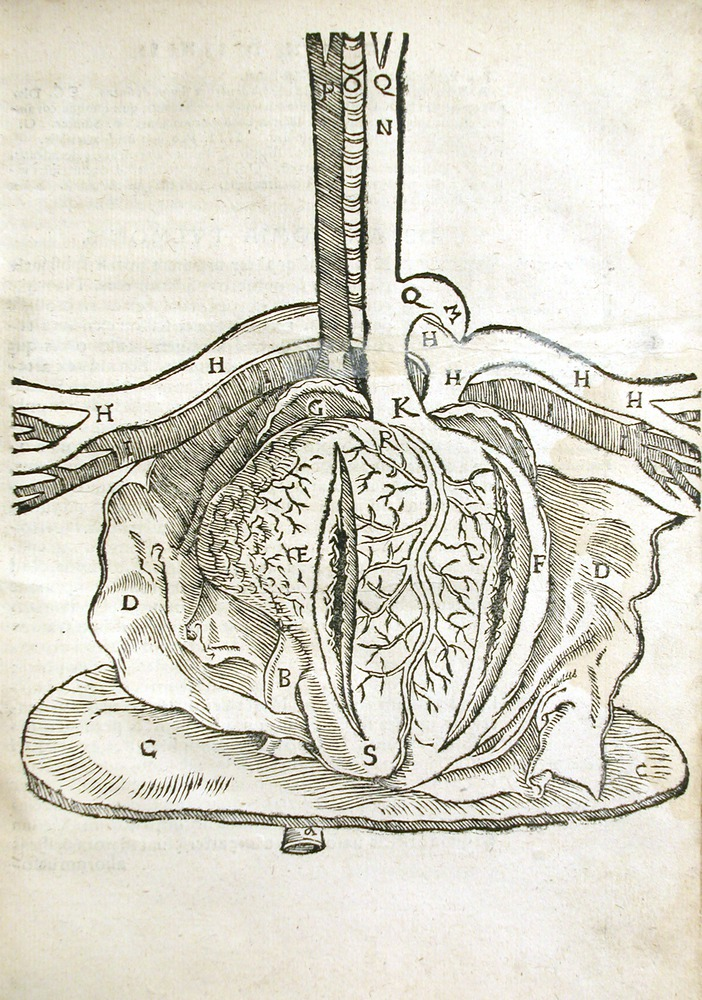
تشريح القلب كما ورد في كتاب «علمُ التشريح» لموندينو

يبدأ كتيّب الأناتوميا بالتأكيد على أن البشر متفوّقون على جميع المخلوقات الأخرى بسبب ذكائهم، وقدرتهم على الاستدلال، وعلى صناعة الأدوات، وعلى قوامهم المستقيم، وبسبب امتلاكه هذه الصفات النبيلة، فإنه يستحق الدراسة.
من ثم يصف موندينو في كتابه الأعضاء بالترتيب حسب طريقة تشريحها، إذ يبدأ التشريح بفتح تجويف البطن عبر إجراء شق عمودي يمتد من المعدة حتى العضلات الصدرية، مع إجراء قطع أفقي فوق السرة، في البداية يصف عضلية القناة المعوية بالتفصيل، من ثم مناقشة مستفيضة لشكل وموقع ووظيفة المعدة، ووفقًا للنص فإنه للمعدة شكل دائري يحتوي جدارها على طبقة داخلية، اعتبرها موقع الإحساس، وطبقة سميكة خارجية تشارك بعملية الهضم، ومن أجل الوصول إلى الطحال (الذي كان يعتقد أنه يفرز صفراء سوداء اللون إلى المعدة من خلال قنوات وهمية)، كان على المُشرّح أن يزيل الأضلاع الكاذبة، واعتبر أن الكبد يتألف من خمسة فصوص، ووصف المرارة بأنها مقرّ إفراز الصفراء ذات اللون الأصفر، ووصف الأعور، لكن لم يُذكر أن له ملحق هو الزائدة، ووصف البنكرياس وصفًا مبهمًا، لكن كان هناك شرح تفصيلي للقناة البنكرياسية، ووضع ملاحظات جديدة بشأن تشريح المثانة وزيادة حجم الرحم أثناء الحيض والحمل.
وصف موندينو قلب الإنسان (وإن لم يكن وصفًا دقيقًا) بشكل مفصّل، وناقش وجود ثلاثة أجواف، هي البطين الأيمن، والبطين الأيسر، وبطين متوسط داخل الحاجز، وأن البطين الأيمن يحتوي على فتحة كبيرة يُدفَع عبرها الدم المتشكل في الكبد، ويوجد فتحة وريدية شريانية يمر بها الدم إلى الرئة. من ثم ينتقل للرئتين، ويصف المجرى الوريدي الشرياني (الشريان الرئوي)، والشرياني الوريدي (الوريد الرئوي)، ويصف غشاء الجنب أيضًا، ويؤكّد على أهمية التفريق بين الأمراض الرئوية التي يحدث فيها التهاب جنب حقيقي، والتهاب جنب كاذب، والتهاب رئوي، وكان وصفه للحنجرة، وللسان المزمار أوليًا للغاية.
يوجد في الكتاب أيضًا شرح مفصّل عن العلاج الجراحي للفتق، سواء مع أو دون الإخصاء، إضافة لوصفٍ لأحد أنواع جراحة الساد.

## إرثه
قدّم موندينو مساهمات دائمة، حتى لو لم تكن كلّها دقيقة في مجالات علم التشريح، ووظائف الأعضاء، وسرعان ما أصبح الأناتوميا نصًّا كلاسيكيًا، وبعد وفاته اعتُبر موندينو خبيرًا مقدّسًا لدرجة اعتبار أي شيء يخالف الصفات الموجودة في كتابه شاذًا أو مشوّهًا، ولمدة ثلاثة قرون كان يتضمن النظام الداخلي للعديد من المدارس الطبية أن تكون محاضرات التشريح معتمدة على كتاب أناتوميا. كتب جاكوبو برينجاريو دا كاربي، أستاذ علم التشريح في بولونيا في القرن السادس عشر، شرحًا موسّعًا لأعمال موندينو.